# Nepeta duthiei
Nepeta duthiei là một loài thực vật có hoa trong họ Hoa môi. Loài này được Prain & Mukerjee mô tả khoa học đầu tiên năm 1940.